# 高野聖ーナ
高野聖ーナ（こうやひじりーナ）は日本の漫画家。

## 作品リスト

### 単行本
- その最後の世界 - 全1巻（講談社・ヤングマガジン増刊海賊版）
- パパはニューギニア - 全2巻（小学館・ビッグコミックスピリッツ）

### その他の作品
- 幸せの涙が流れる時（稲光伸二との合作 / 1997年 / 小学館・週刊ビッグコミックスピリッツ増刊Manpuku!）
- 春のマンガ祭（1998年 / エンターブレイン・月刊コミックビーム）
- 夏のマンガ祭（1998年 / エンターブレイン・月刊コミックビーム）
- 秋のマンガ祭（1998年 / エンターブレイン・月刊コミックビーム）
- 春のマンガ祭（1999年 / エンターブレイン・月刊コミックビーム）
- パパニュー.com（2000年 / 小学館・週刊ビッグコミックスピリッツ増刊山田）
- CCC -コロコロ超常現象調査団-（2000年 / 小学館・別冊コロコロコミックスペシャル）
- 学校の非常怪談（2000年 / 小学館・月刊コロコロコミック）
- 投稿仮面ハガキンガー（2000年 / 小学館・コミックGOTTA）
- マジカル・ミツクニー・ツアー（2024年 / リイド社・コミック乱）